# 이토이 요시오
이토이 요시오(일본어: 糸井 嘉男, 1981년 7월 31일 ~ )는 전 일본의 프로 야구 선수(외야수)이다.

## 인물

### 프로 입단 전
교토부 요사군 이와타키 정(현재의 요사노정) 출신으로 아버지는 전직 트라이애슬론 선수였고 어머니는 전직 배구 선수였다. 학창 시절에는 투수였고 긴키 대학 시절 다나카 마사히코, 나카무라 마사토 등과는 동기였는데 1학년 추계 시즌부터 3학년 춘계 시즌까지 간사이 학생 야구 연맹의 리그전 출전은 없었지만 3학년 때인 2002년 추계 시즌 리그전에 데뷔했다.
4학년 때는 에이스를 맡아 춘계 리그전에서는 5승 무패(완봉 승리는 2차례)의 대활약으로 최우수 선수와 최우수 투수로 선정되었고 세 차례의 베스트 나인을 수상했다. 통산 성적은 9승 1패였고 2003년 가을에 있는 프로 야구 드래프트 회의에서는 자유 획득 범위로 닛폰햄 파이터스에 투수로서 입단, 등번호는 26번으로 배정되었다.

### 닛폰햄 시절

#### 2004년 ~ 2006년
187cm의 장신으로 속구는 최고 속도 150 km/h를 측정할 정도의 위력적이었지만 컨트롤과 변화구에는 어려움이 있어 기대 이하의 부진도 많았기 때문에 프로 데뷔 이후에는 침체를 겪어야만 했다. 2004년부터 2년 간 1군에서의 등판은 한 번도 없었지만 2군에서는 36경기에 등판하여 8승 9패 3세이브로 평균자책점은 4.86을 남겼다.
투수로서는 주춤했지만 타격 센스와 50m 5초대의 빠른 발과 강한 어깨는 주목을 받고 있었기 때문에 당시 총감독이었던 다카다 시게루가 야수로서의 큰 활약이 있을 것이라는 낙관적인 전망을 내놓았기 때문에 2006년 4월 25일자로 타자로 전향했다. 정규 시즌 중에 1군 출장은 없었지만 2006년 아시아 시리즈에서는 28명 범위에 들어가면서 11월 11일 차이나 스타즈(중국야구리그 선발팀)와의 경기 도중에 출전했다. 2군에서는 타고난 타격 센스를 과시하면서 외야수로 전향한 지 5개월 만에 9월의 이스턴 리그 월간 MVP를 수상(월간 타율 3할 9푼 7리)했고 최종적으로 타율 3할 6리, 8홈런, 8개의 도루를 기록했다.

#### 2007년
춘계 스프링 캠프에서 기대 이상의 활약으로 시즌 개막을 1군에서 맞이했지만 뚜렷한 결과를 남기지 못한 채 2군으로 떨어졌다. 그 후에 부상도 있었지만 9월에는 1군에 다시 승격하면서 프로 데뷔 후 첫 안타와 도루를 동시에 기록했다. 그러나 도루할 시에 다리를 다쳐 곧바로 2군에 떨어졌고 2군에서는 가네코 요헤이에 이어 이스턴 리그 2위에 해당되는 12개의 홈런을 시작으로 타율 3할 1푼 9리, 장타율 5할 7푼 9리, 14개의 도루를 기록했다.

#### 2008년
좌익수로서 처음으로 개막전에 선발 출전을 했지만 3월 30일 도호쿠 라쿠텐 골든이글스전에서 근육 통증이 일어나고 있는 와중에도 출전을 강행한 것에 의해 결국 통증이 악화되어 2군으로 떨어졌다. 1군에 복귀한 이후에는 프로 데뷔 후 처음으로 5개의 홈런을 때려냈다. 클라이맥스 시리즈 제1 스테이지에서는 1번 타자로 발탁되어 홈으로 좋은 송구를 보여주는 등의 수비를 펼쳤다.

#### 2009년
모리모토 히초리를 누르고 중견수 자리를 차지하는 등 개막전에 선발로 출전했다. 시즌 초반이야말로 상대 선발 투수의 좌우에 따라서 모리모토와 병용되었지만 교류전을 앞둔 시점에서 타격 컨디션을 끌어올려 6월에는 월간 MVP를 수상, 부동의 주전 중견수로서 활약했다. 타순은 주로 7번이나 2번이었지만 이나바 아쓰노리가 결장했을 때에는 3번을 맡기도 했으며 감독 추천에 의해 올스타전에 처음으로 출전했다.
9월 29일에 열린 경기에서 2개의 홈런을 기록하는 등의 대활약으로 수훈 선수로 선정되었으며 그 후 히어로 인터뷰에서는 “마지막까지 포기하지 않고 여러분과 함께 싸우겠습니다”라 말했다. 골든 글러브상과 베스트 나인(외야수 부문)을 처음으로 동시 수상했고 10월 1일 오릭스 버펄로스와의 경기 시작 전에는 팀 동료인 모리모토 히초리로부터 홋카이도 신칸센 홍보 대사를 물려받았다.

#### 2010년
퇴단한 터멜 슬레지를 대신해 주로 5번 타자로 출전했고 외야수로서는 약간 많은 5차례의 실책을 기록했지만 2년 연속으로 골든 글러브상을 수상했다. 시즌 종료 후 계약 갱신에서는 연봉이 1억 엔에 도달했고 등번호는 쓰보이 도모치카가 착용했던 7번으로 변경했다.

#### 2011년
시즌을 통해서 3번·중견수를 맡았고 그 해 새로 도입된 공인구(일명 통일구)의 영향으로 극도의 부진에 시달리고 있는 타자가 많은 가운데에서도 안정된 활약을 보여 리그 2위의 타율 3할 1푼 9리, 팀내 1위인 31개의 도루를 기록했다. 그리고 시즌 출루율은 양대 리그에서 유일하게 4할 대를 넘어 자신에게 있어서의 첫 타이틀이 되는 최고 출루율을 석권했다.

#### 2012년
그 해 우익수로 변경되면서 전반기의 타율은 2할 8푼 9리, 홈런 2개를 기록하며 저조했지만 후반기에 들어서면서 컨디션이 오르는 등 9월에는 타율 3할 8푼과 홈런 3개를 남기며 월간 MVP를 차지했다. 4년 연속으로 3할 대의 타율을 달성하는 것과 동시에 2년 연속 최고 출루율 타이틀을 석권했다. 시즌 종료 후 재계약 협상에서는 1,000만 엔이 증가된 연봉 제시를 보류했고 두 번째 협상에서는 대리인을 동반하여 협상을 시도했지만 다시 보류되었다. 이후의 교섭에서는 포스팅 시스템을 행사한 이듬해 시즌 종료 후 메이저 리그에 진출하겠다는 입장을 구단에 전달했다.

### 오릭스 시절
이듬해 2013년 1월 23일에는 기사누키 히로시, 오비키 게이지, 아카다 쇼고와의 맞트레이드로 야기 도모야와 함께 오릭스 버펄로스에 이적되었다.

## 상세 정보

### 출신 학교
- 교토 부립 미야즈 고등학교
- 긴키 대학

### 선수 경력
프로팀 경력
- 홋카이도 닛폰햄 파이터스(2004년 ~ 2012년)
- 오릭스 버펄로스(2013년 ~ 2016년)
- 한신 타이거스(2017년 ~ 2022년)

국가 대표 경력
- 2013년 월드 베이스볼 클래식 일본 국가대표

### 수상·타이틀 경력

#### 타이틀
- 수위 타자 : 1회(2014년)
- 최고 출루율 : 3회(2011년, 2012년, 2014년)
- 도루왕 : 1회(2016년)

#### 수상
- 베스트 나인 : 5회(2009년, 2011년, 2012년, 2014년, 2016년)
- 골든 글러브상 : 7회(2009년 ~ 2014년, 2016년)
- 월간 MVP : 2회(2009년 6월, 2012년 9월)
- 클라이맥스 시리즈 MVP : 1회(2012년)
- 올스타 게임 감투상 : 1회(2013년 1차전)

### 개인 기록

#### 첫 기록
- 첫 출장·첫 선발 출장 : 2007년 3월 27일, 대 오릭스 버펄로스 1차전(교세라 돔 오사카)
- 첫 안타 : 2007년 9월 10일, 대 지바 롯데 마린스 19차전(지바 마린 스타디움)
- 첫 도루 : 상동.
- 첫 타점 : 2008년 3월 25일, 대 사이타마 세이부 라이온스 1차전(삿포로 돔)
- 첫 홈런 : 2008년 6월 27일, 대 오릭스 버펄로스 7차전(교세라 돔 오사카)

#### 기타
- 1경기 4개의 2루타 : 2010년 6월 15일, 대 도쿄 야쿠르트 스왈로스 4차전(메이지 진구 야구장)[3]
- 올스타 게임 출장 : 8회(2009년 ~ 2016년)

### 등번호
- 26(2004년 ~ 2010년)
- 7(2011년 ~ 2022년)

### 연도별 타격 성적
| 연 도     | 소 속     | 경 기 | 타 석 | 타 수 | 득 점 | 안 타 | 2 루 타 | 3 루 타 | 홈 런 | 루 타 | 타 점 | 도 루 | 도 루 자 | 희 생 번 | 희 생 플 | 볼 넷 | 고 4 | 사 구 | 삼 진 | 병 살 타 | 타 율 | 출 루 율 | 장 타 율 | O P S |
| --------- | --------- | ----- | ----- | ----- | ----- | ----- | ------- | ------- | ----- | ----- | ----- | ----- | -------- | -------- | -------- | ----- | ---- | ----- | ----- | -------- | ----- | -------- | -------- | ----- |
| 2007년    | 닛폰햄    | 7     | 11    | 11    | 1     | 1     | 0       | 0       | 0     | 1     | 0     | 1     | 0        | 0        | 0        | 0     | 0    | 0     | 1     | 0        | .091  | .091     | .091     | .182  |
| 2008년    | 닛폰햄    | 63    | 205   | 188   | 19    | 45    | 14      | 1       | 5     | 76    | 21    | 13    | 3        | 5        | 0        | 10    | 1    | 2     | 53    | 6        | .239  | .285     | .404     | .689  |
| 2009년    | 닛폰햄    | 131   | 496   | 425   | 74    | 130   | 40      | 3       | 15    | 221   | 58    | 24    | 6        | 18       | 1        | 46    | 8    | 6     | 93    | 6        | .306  | .381     | .520     | .901  |
| 2010년    | 닛폰햄    | 138   | 583   | 488   | 86    | 151   | 33      | 3       | 15    | 235   | 64    | 26    | 8        | 13       | 1        | 71    | 2    | 10    | 94    | 7        | .309  | .407     | .482     | .889  |
| 2011년    | 닛폰햄    | 137   | 578   | 489   | 72    | 156   | 30      | 0       | 11    | 219   | 54    | 31    | 6        | 9        | 2        | 59    | 2    | 19    | 91    | 5        | .319  | .411     | .448     | .859  |
| 2012년    | 닛폰햄    | 134   | 597   | 510   | 72    | 155   | 21      | 3       | 9     | 209   | 48    | 22    | 9        | 0        | 1        | 75    | 2    | 11    | 86    | 9        | .304  | .404     | .410     | .813  |
| 2013년    | 오릭스    | 141   | 601   | 524   | 75    | 157   | 33      | 2       | 17    | 245   | 61    | 33    | 9        | 0        | 3        | 66    | 1    | 8     | 93    | 6        | .300  | .384     | .468     | .852  |
| 2014년    | 오릭스    | 140   | 590   | 502   | 73    | 166   | 36      | 2       | 19    | 263   | 81    | 31    | 9        | 0        | 4        | 70    | 7    | 14    | 73    | 7        | .331  | .424     | .524     | .948  |
| 2015년    | 오릭스    | 132   | 565   | 484   | 61    | 127   | 22      | 0       | 17    | 200   | 68    | 11    | 4        | 0        | 1        | 72    | 2    | 8     | 78    | 10       | .262  | .366     | .413     | .779  |
| 2016년    | 오릭스    | 143   | 616   | 532   | 79    | 163   | 24      | 1       | 17    | 240   | 70    | 53    | 17       | 0        | 2        | 75    | 5    | 14    | 84    | 13       | .306  | .398     | .451     | .849  |
| NPB：10년 | NPB：10년 | 1166  | 4842  | 4153  | 612   | 1251  | 254     | 15      | 125   | 1909  | 525   | 245   | 71       | 45       | 15       | 544   | 30   | 85    | 746   | 69       | .301  | .392     | .460     | .852  |

- 2016년 기준, 굵은 글씨는 시즌 최고 성적.
- 2004년 ~ 2006년은 1군 출장 없음.

### 연도별 수비 성적
| 연도 | 외야 | 외야 | 외야 | 외야 | 외야 | 외야   |
| 연도 | 경기 | 척살 | 보살 | 실책 | 병살 | 수비율 |
| ---- | ---- | ---- | ---- | ---- | ---- | ------ |
| 2007 | 3    | 0    | 0    | 0    | 0    | ----   |
| 2008 | 61   | 112  | 4    | 2    | 1    | .983   |
| 2009 | 125  | 234  | 7    | 2    | 2    | .992   |
| 2010 | 138  | 302  | 4    | 5    | 0    | .984   |
| 2011 | 136  | 286  | 9    | 7    | 1    | .977   |
| 2012 | 131  | 266  | 8    | 5    | 0    | .982   |
| 2013 | 125  | 194  | 5    | 1    | 1    | .995   |
| 2014 | 139  | 223  | 5    | 3    | 3    | .987   |
| 2015 | 88   | 119  | 3    | 0    | 0    | 1.000  |
| 2016 | 118  | 174  | 4    | 6    | 0    | .967   |
| 통산 | 1062 | 1912 | 49   | 31   | 8    | .984   |

※2009은 골든 글러브상
- 2016년 기준, 굵은 글씨는 시즌 최고 성적.